# Encore Series 2006
Encore Series 2006 is een serie opnames van de concerten van de Britse rockband The Who. De individuele albums zijn opgenomen in 2006 tijdens hun tour door Europa en Noord-Amerika. The Who deed nam toen in Europa de concerten op 21 plaatsen op en in Noord-Amerika 19. De concerten zijn alle geregistreerd en als dubbel-cd en / of DVD (of de hele tournee in een box set) uitgebracht. Uitzondering hierop is de allereerste show in Leeds. Het idee stamde uit 2002 (Encore Series 2002) en werd ook in 2004 doorgevoerd tijdens The Who's wereldtournee van 2004.

## Concerten

### Europa
1. 17 juni 2006 - Leeds - Leeds University (niet uitgebracht op cd dvd)
2. 18 juni 2006 - Brighton - Brighton Centre
3. 25 juni 2006 - Leeds - Wireless Festival
4. 28 juni 2006 - Bristol - Ashton Gate Football Stadium
5. 30 juni 2006 - Werchter - Rock Werchter Festival
6. 2 juli 2006 - Londen - Hyde Park Calling Festival
7. 3 juli 2006 - Hampshire - Beaulieu Motor Museum
8. 5 juli 2006 - Liverpool - Liverpool Docks
9. 8 juli 2006 - Naas - Oxygen Festival
10. 9 juli 2006 - Kinross/Schotland - T In The Park
11. 11 juli 2006 - Bonn - Museumplatz
12. 12 juli 2006 - Berlijn - Wuhlheide
13. 13 juli 2006 - Berlijn - Press Conference
14. 14 juli 2006 - Locarno - Moon and Star Festival
15. 15 juli 2006 - Monte Carlo - Sporting Club
16. 17 juli 2006 - Lyon - Theatre Antique De Vienne
17. 18 juli 2006 - Metz - Metz Amneville
18. 22 juli 2006 - St. Polten - Lovely Days Festival
19. 23 juli 2006 - Ulm - Munsterplatz
20. 29 oktober 2006 - Londen - Roundhouse

### Noord-Amerika
1. 12 september 2006 - Philadelphia - Wachovia Center
2. 13 september 2006 - Wantagh - Jones Beach Theater
3. 15 september 2006 - Ottawa - Scotia Place
4. 16 september 2006 - Boston - Bank North Garden
5. 18 september 2006 - New York - Madison Square Garden
6. 19 september 2006 - New York - Madison Square Garden
7. 21 september 2006 - Holmdel - PNC Bank Arts Center
8. 23 september 2006 - Baltimore - Pimlico Race Course
9. 25 september 2006 - Chicago - United Center
10. 26 september 2006 - Des Moines - Wells Fargo Center
11. 29 september 2006 - Detroit - Palace at Auburn Hills
12. 30 september 2006 - London, Ontario - John Labatt Centre
13. 3 oktober 2006 - Winnipeg - MTS Centre
14. 5 oktober 2006 - Calgary - Pengrowth Saddledome
15. 6 oktober 2006 - Edmonton - Rexall Place
16. 8 oktober 2006 - Vancouver - GM Place
17. 10 oktober 2006 - Portland - Rose Garden
18. 11 oktober 2006 - Seattle - Key Arena
19. 4 november 2006 - Los Angeles - Hollywood Bowl
20. 5 november 2006 - Los Angeles - Hollywood Bowl
21. 8 november 2006 - San José - Pavilion
22. 10 november 2006 - Las Vegas - Mandalay Bay
23. 11 november 2006 - Palm Springs - Indian Wells Tennis Garden
24. 13 november 2006 - Salt Lake City - Delta Center
25. 14 november 2006 - Denver - Pepsi Center
26. 17 november 2006 - Dallas - American Airlines
27. 18 november 2006 - Houston - Toyota Center
28. 20 november 2006 - Fort Lauderdale - Bank Atlantic Arena
29. 22 november 2006 - Atlanta - Gwinnett Center
30. 24 november 2006 - Atlantic City - The Borgata
31. 25 november 2006 - Philadelphia - Wachovia Center
32. 27 november 2006 - Hershey - Giant Center
33. 28 november 2006 - Bridgeport - Arena at Harbor Yard
34. 1 december 2006 - Uncasville - Mohegan Sun
35. 2 december 2006 - Boston - Bank North Garden
36. 4 december 2006 - Toronto - Air Canada Centre
37. 5 december 2006 - Grand Rapids - Van Andel Arena
38. 7 december 2006 - Omaha - QWest Center
39. 8 december 2006 - Saint Paul - Xcel Arena
40. 11 december 2006 - Columbus - Value City Arena

## Typische setlist

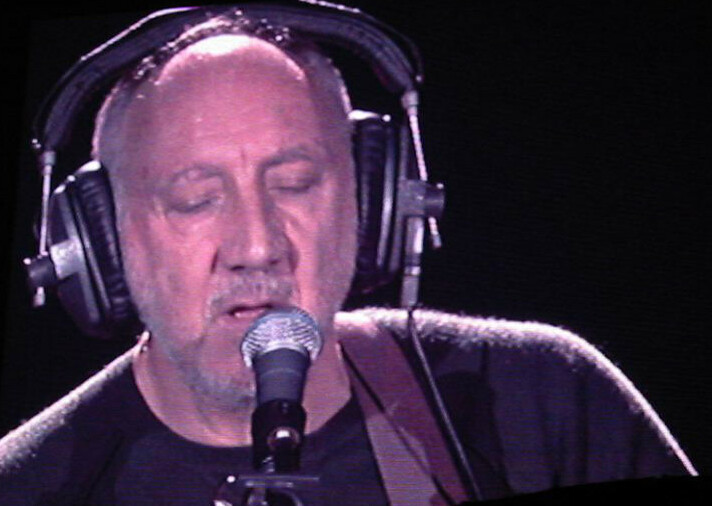
Pete Townshend op Rock Werchter

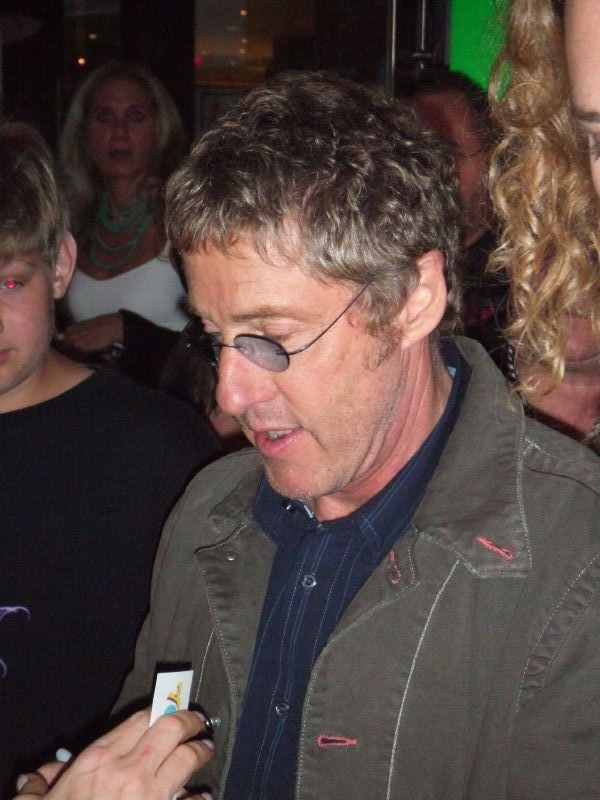
Roger Daltrey op Rock Werchter

Een voorbeeld voor een typisch Who-concert is het Belgische concert in Werchter, op 30 juni, tijdens het Rock Werchter Festival.
1. "I Can't Explain"
2. "The Seeker"
3. "Anyway, Anyhow, Anywhere"
4. "Who Are You"
5. "Bargain"
6. "Behind Blue Eyes"
7. "Real Good Looking Boy"
8. "I Am One"
9. "Mike Post Theme" **
10. "Baba O'Riley"
11. "Love Reign O'er Me"
12. "The Kids Are Alright"
13. "My Generation"
14. "Won't Get Fooled Again"

Toegift
1. "Substitute"
2. "Pinball Wizard"
3. "Amazing Journey" / "Sparks"
4. "See Me, Feel Me" / "Listening To You"

**=deel van de nieuwe cd "Endless Wire"